# Mîronivka, Kirovohrad
Mîronivka (în ucraineană Миронівка) este un sat în comuna Volodîmîrivka din raionul Kropîvnîțkîi, regiunea Kirovohrad, Ucraina.

## Demografie
Componența lingvistică a localității Mîronivka
     Ucraineană (92,86%)
     Rusă (7,14%)
Conform recensământului din 2001, majoritatea populației localității Mîronivka era vorbitoare de ucraineană (92,86%), existând în minoritate și vorbitori de rusă (7,14%).